# Thấm, Trường Trị
Thấm (chữ Hán giản thể: 沁县 âm Hán Việt: Thấm huyện) là một huyện thuộc địa cấp thị Trường Trị, tỉnh Sơn Tây, Cộng hòa Nhân dân Trung Hoa. Huyện Thấm có diện tích 1315 km², dân số năm 2002 là 167.000 người. Huyện Thấm có độ cao trung bình so với mực nước biển là 1000 m. Huyện Thấm nằm ở giữa Thái Hành Sơn, Thái Nhạc Sơn, giáp Tương Viên, Vũ Hương về phía đông, Đồn Lưu về phía nam, Thấm Nguyên về phía tây.